# Peniophora halimi
Peniophora halimi är en svampart som beskrevs av Boidin & Lanq. 1974. Peniophora halimi ingår i släktet Peniophora och familjen Peniophoraceae.   Inga underarter finns listade i Catalogue of Life.